# Möllberg
Der Möllberg ist ein insgesamt 461,1 Meter hoher Berg im Pfälzerwald.

## Geographie

### Lage
Der Berg liegt auf der Gemarkung der Ortsgemeinde Elmstein. An seinem Nordostfuß fließt der Speyerbach entlang. An seinem nördlichen Fuß entspringt der Möllbach und an seinem Westsüdwestfuß Haselbach. An seinem Ostfuß beginnt die Bebauung des Elmsteiner Kernortes. An seiner Südostflanke befindet sich der Ortsteil Schafhof.

### Naturräumliche Zuordnung
1. Großregion 1. Ordnung: Schichtstufenland beiderseits des Oberrheingrabens
2. Großregion 2. Ordnung: Pfälzisch-saarländisches Schichtstufenland
3. Großregion 3. Ordnung: Pfälzerwald
4. Region 4. Ordnung (Haupteinheit): Mittlerer Pfälzerwald
5. Region 5. Ordnung: Frankenweide

## Natur
Am Nordostfuß befindet sich mit dem Rehfelsen ein Naturdenkmal. Der Stammingerbrunnen, der die Quelle des Haselbachs bildet, ist ebenfalls als Naturdenkmal eingestuft.

## Bauwerke
An seinem Ostfuß befindet sich seit 1952 die katholische Kirche Herz Mariä. Am Rehfelsen befindet sich außerdem das Möllberghaus.

## Verkehr
Unmittelbar nordöstlich des Berges verläuft die Landesstraße 499, die mit der örtlichen Hauptstraße identisch ist. An seinem Südostfuß entlang verläuft die die Kreisstraße 20 nach Röderthal, von der die die Kreisstraße 21 nach Schafhof abzweigt.

## Tourismus
Mitten über den Berg verlaufen der Pfälzer Hüttensteig und ein mit einem gelb-roten Balken gekennzeichneter Weg, der von der Burg Lichtenberg bis nach Wachenheim führt. An seinem Nordostfuß entlang verlaufen der Fernwanderweg Saar-Rhein-Main und die Nordroute der Pfälzer Jakobswege.